# Железничко моделарство
Железничко моделарство је хоби у којем је железнички транспорт представљен у умањеној размери.
Умањени модели могу бити:
- Објекти који спадају у железнички транспорт: локомотиве, вагони, шине, мостови, тунели, сигнали, контактна мрежа;
- Објекти који не спадају у железнички транспорт, али су повезани са саобраћајем, као што су: друмска превозна средства (трамваји, аутобуси, камиони, аутомобили), путеви, грађевине;
- Живи свет: људи, животиње, биљке;
- Елементи околине: реке, језера, планине.

## Историја
Железничко моделарство започело је са појавом првих железница, на основу којих су израђени детаљни модели у умањеној размери. Око 1840, минијатурни парни мотори су постали доступни у Уједињеном Краљевству, што је омогућило израду првих модела возова. Средином 19. века основано је прво удружење железничких моделара у Уједињеном Краљевству. Немачка фирма Märklin је 1890. године произвела први модел железнице на механички погон са стандардном ширином колосека, чиме је постављен темељ железничког моделарства каквог данас познајемо. америчка фирма Carlisle & Finch 1897. године производи први модел железнице на електрични погон.
Све до средине 20. века модели железнице су сматрани за играчке; од тог доба почиње формирање железничког моделарства као озбиљног хобија. За златно доба железничког моделарства се сматрају 1970е године, када се у изради модела железнице почиње обраћати све већа пажња на детаље.
Почетком 21. века индустрија модела железница доживљава кризу, која кулминира у време светске економске кризе. Многе познате фабрике модела железнице проглашавају банкрот или бивају купљене од стране других фирми.

## Начини постављања модела
Модел железнице може бити постављен на шине које се по потреби склапају или расклапају (обично је то једноставан облик, као што је круг, овал итд.) или сталну поставку шина са околином која се назива макета. Макете се, према величини и објектима које представљају, могу поделити на неколико група. Најважније су:
- Диорама приказује део железничке пруге са неколико објеката. По оваквој макети, по правилу, није могуће возити модел железнице;
- »Класична« макета приказује једну или више затворених кривих (које могу међусобно бити спојене) састављених од шина. По оваквој макети је могуће возити модел железнице. Овакве макете, могу садржати, осим железнице, и друге видове транспорта;
- Модуларна макета је састављена из већег броја делова, такозваних модула, који се израђују и спајају према утврђеним правилима. По једном модулу углавном није могуће возити модел железнице, већ се неколико модула мора саставити да би вожња била могућа.
- Вртна железница је модел железнице који се налази на отвореном простору. По правилу се израђује у већим размерама.

Једна од највећих макета на свету налази се у музеју Пендон у Оксфордширу, Уједињено Краљевство. У истом музеју се налази и једна од најстаријих макета на свету - Долина Мадер (The Madder Valley), коју је направио Џон Ахерн. Ова макета датира из 1930-их и била је запажена и у Европи и у Америци у часописима Model Railway News и . Беконскот у Бакингемширу, Уједињено Краљевство, је најстарији модел села (који садржи у себи и модел железнице), направљен у 1930им. Највећа макета на свету у H0 скали, Нортлендс, налази се у Флемингтону, САД. Највећа вртна железница, Трејн маунтин, са дужином пруге од 40 km, налази се у Чилоквину, САД.

## Принцип рада
Први модели железница су радили на механички погон, тј. на навијање. Први модели возова на електрични погон су добијали струју из батерија (овакав вид погона се и данас може срести код вртне железнице, али и неких јефтинијих модела), а са каснијим увођењем напајања преко шина, јавља се трећа шина, јер је, с обзиром да су модели били направљени од метала, требало избећи кратки спој. Са каснијом појавом производње модела од пластичних маса, нестала је потреба за трећом шином, мада неки произвођачи као што је Märklin и даље производе моделе који добијају напајање преко треће шине. Новији модели електричних локомотива могу се подесити тако да добијају напајање преко шина и контактне мреже, односно пантографа. Модели мањих размера се покрећу електромоторима на једносмерну или наизменичну струју. Наизменична струја се такође користи за напајање опреме, као што су сигнали, скретнице, осветљење. Модели такође могу бити опремљени генератором паре и генератором звука. У вртне железнице могу бити уграђени и дизел или парни мотори.

## Управљање
Први модели који су радили на механички погон, нису имали могућност заустављања и поновног покретања, већ су радили све док се опруга не одвије. Већ у то време појављује се тежња за контролом модела, па се појављују модели са полугама којима се регулисала брзина или се модел заустављао, а са њима и специјалне шине које су могле да помере полуге за регулацију, тако да модел успори или се заустави на станици. Са појавом електричних модела, јавља се могућност једноставног успоравања и убрзавања модела железнице променом напона.
Шине је могуће поделити на неколико блокова, при чему се у сваком блоку може независно укључивати или искључивати струја. На тај начин је могуће контролисати у исто време неколико модела, тако да не дође до судара. Такође је могуће повезати блокове са сигналима, чиме се добија на реалности. Модели са три шине обично користе део једне шине да преласком преко њега активирају опрему.
Савремени модели железнице су контролисани помоћу рачунара. Најпознатији систем контроле се зове дигитално управљање, познат и као DCC, (скраћено од Digital Command Control). Код вртних железница се користи и радио-контрола.

### Дигитално управљање
Помоћу дигиталног управљања могуће је контролисати неколико модела на истом блоку шина. Принцип рада је модулација напона послатог у блок шина одређеним командама.
У блок шина се шаље наизменична струја, која, за разлику од класичног синусоидалног облика, има пулсни облик. Трајање пулса одређује бит који се шаље. Укључен бит се представља краћим (58 микросекунди за половину циклуса), а искључен бит дужим временом трајања пулса (минимум 100 микросекунди за половину циклуса).
Сваки модел локомотиве је опремљен декодером који врши исправљање наизменичне струје у једносмерну, а затим је шаље у електромотор. Струја из декодера такође може бити послана у светла, генератор звука или генератор паре. Декодер се такође може налазити и у шинама, и на тај начин је могуће контролисати качење вагона, окретнице, станичну опрему или светла.
На блоку шина који је дигитално контролисан, могуће је возити један аналогни модел локомотиве, уз додатак дигиталних. То се постиже продужењем пулса искључених битова, тако да просечна вредност напона не буде једнака нули. Међутим, то се не препоручује, због загревања мотора.

### Качење
Поред новијег дигитално управљаног качења вагона, постоји више типова ручног качења. Најпознатији типови качења су
:
- NEM;
- Fleischmann hook;
- Fleischmann profi;
- Märklin;
- Roco type II;
- Roco universal итд.

## Популарне размере
- Главни чланак: Размере модела железнице

Први модел железнице произведен у тачно одређеној размери (1:32) је био модел фирме Märklin. Ова размера се назива I. Затим се појављују размере О (1:45) и S (1:64). Фирма Märklin 1935. године представља моделе у размери ОО (1:76). У време Другог светског рата појављују се модели у размери ТТ (1:120). Немачка фирма Arnold 1960. године представља моделе у размери N (1:160), која је уз размеру H0 (1:87) најпопуларнија међу моделарима. Немачка фирма LGB 1968. године уводи размеру G (1:22,5), популарну међу моделарима вртне железнице. Märklin представља размеру Z (1:220) 1972. године, а 2008. јапанска фирма Eishindo избацује на тржиште моделе железнице у досад најмањој размери T (1:450).
Данас су размере, као и стандарди за дигитално управљање, стандардизовани. На подручју које користи метарски систем се углавном поштују стандарди прописани од стране Normen Europäischer Modelleisenbahnen (NEM), а на подручју које користи англосаксонски систем мера стандарди прописани од стране National Model Railroad Association (NMRA).

## Епохе
Свако доба има своју железницу, па је тако и моделарство подељено на епохе. Свака епоха представља одређено временско раздобље, карактеристично по одређеном возном парку. Неписано правило међу моделарима је да се модели из различитих епоха не мешају.
Било је покушаја да се стандардизују епохе међу моделарима у Србији и бившој Југославији, међутим, до сада још увек нису утврђени тачни периоди за сваку епоху, тако да се у Србији углавном користи немачка подела на епохе.
Немачка подела обухвата шест епоха:
- Епоха I обухвата период до 1920.
- Епоха II обухвата период од 1920. до 1950.
- Епоха III обухвата период од 1949. до 1970.
- Епоха IV обухвата период од 1965. до 1990.
- Епоха V обухвата период од 1990. до 2007.
- Епоха VI обухвата период од 2007.

## Производња модела
Ручна производња модела се, по правилу, примењује кад не постоји серијски произведени модел одређене локомотиве или вагона. У том случају се прибегава ручној изради, преправком постојећег модела који је сличан са моделом који се жели добити, или израдом новог модела.
Познатији произвођачи модела железница су: